# Antarctospira falklandica
Leucosyrinx falklandica is een slakkensoort uit de familie van de Borsoniidae. De wetenschappelijke naam van de soort is voor het eerst geldig gepubliceerd in 1951 door Powell.